# さがみ野駅
さがみ野駅（さがみのえき）は、神奈川県海老名市東柏ケ谷二丁目にある、相模鉄道相鉄本線の駅である。駅番号はSO16。
座間市、綾瀬市との市境に近い。

## 歴史
旧・神中鉄道開通時、当駅付近には相模大塚駅が開業した。1943年（昭和18年）頃、厚木海軍飛行場建設に伴い、相模大塚駅は現在地に移転。その後、海老名側1 km先に1946年（昭和21年）3月1日に柏ヶ谷駅（かしわがやえき）が開業し、同年4月に大塚本町駅（おおつかほんまちえき）と改称される。
その後かしわ台駅の開業により、さがみ野駅への改称とともに現在地へ移転されることになった。旧大塚本町駅のホームの一部はかしわ台駅東口からの連絡通路に使用されている。
- 1946年（昭和21年）
  - 3月1日 - 柏ヶ谷駅として開業。
  - 4月1日 - 大塚本町駅に改称。
- 1975年（昭和50年）8月17日 - かしわ台駅開業に伴い現在地に移転、さがみ野駅に改称[1][2][3]。
- 2022年（令和4年）2月6日：ホームドアの使用を開始[4]。

### 駅名の由来
一帯に広がる「相模野台地」に由来する。
なお、住居表示の実施により1985年に座間市域に編成された町名「さがみ野一丁目 - 三丁目」（当駅の北西および南西側にある）は、当駅の名称に由来しているが、座間市内に相鉄線の駅はなく、また当駅がある海老名市内には「さがみ野」と称する町名はない。

## 駅構造
相対式ホーム2面2線を持つ地上駅。橋上駅舎を有し、両ホームの中央にはエレベーターとエスカレーター（上り専用）が1台ずつ設置されている。
2008年に案内サインシステムが更新され、青色を基調としたものとなった。

### ギャラリー

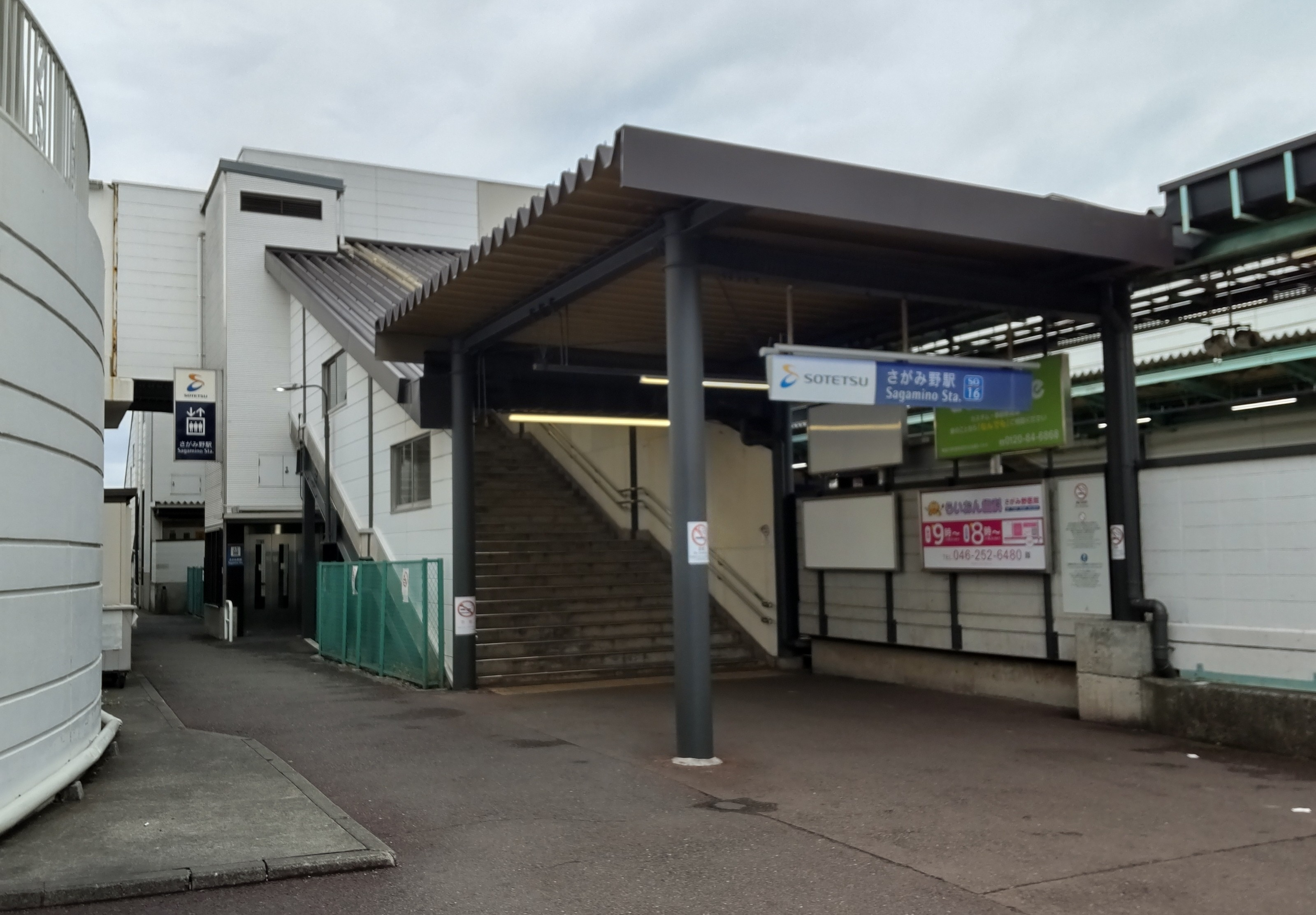
北口（2021年6月）
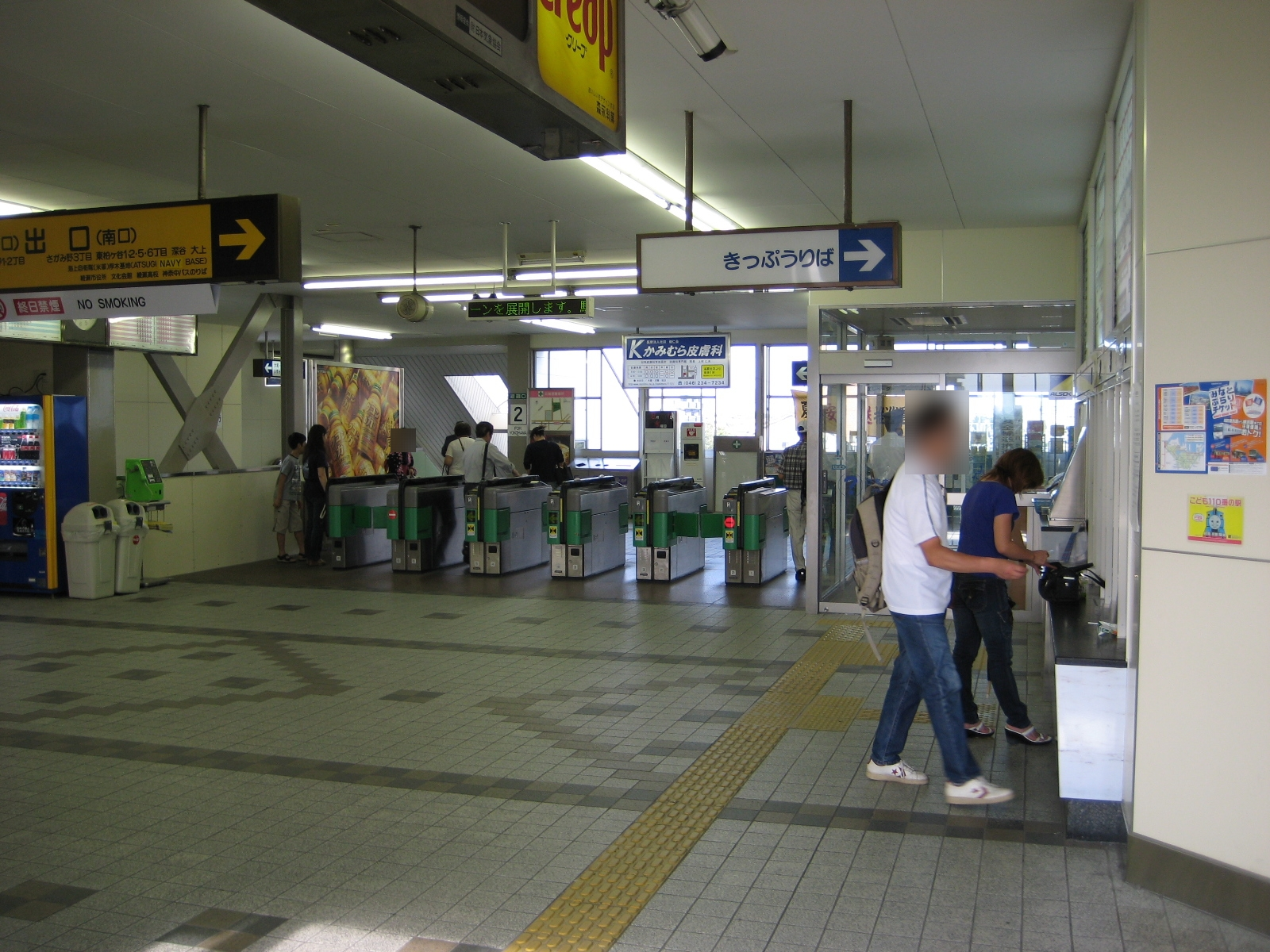
コンコース（2007年8月）
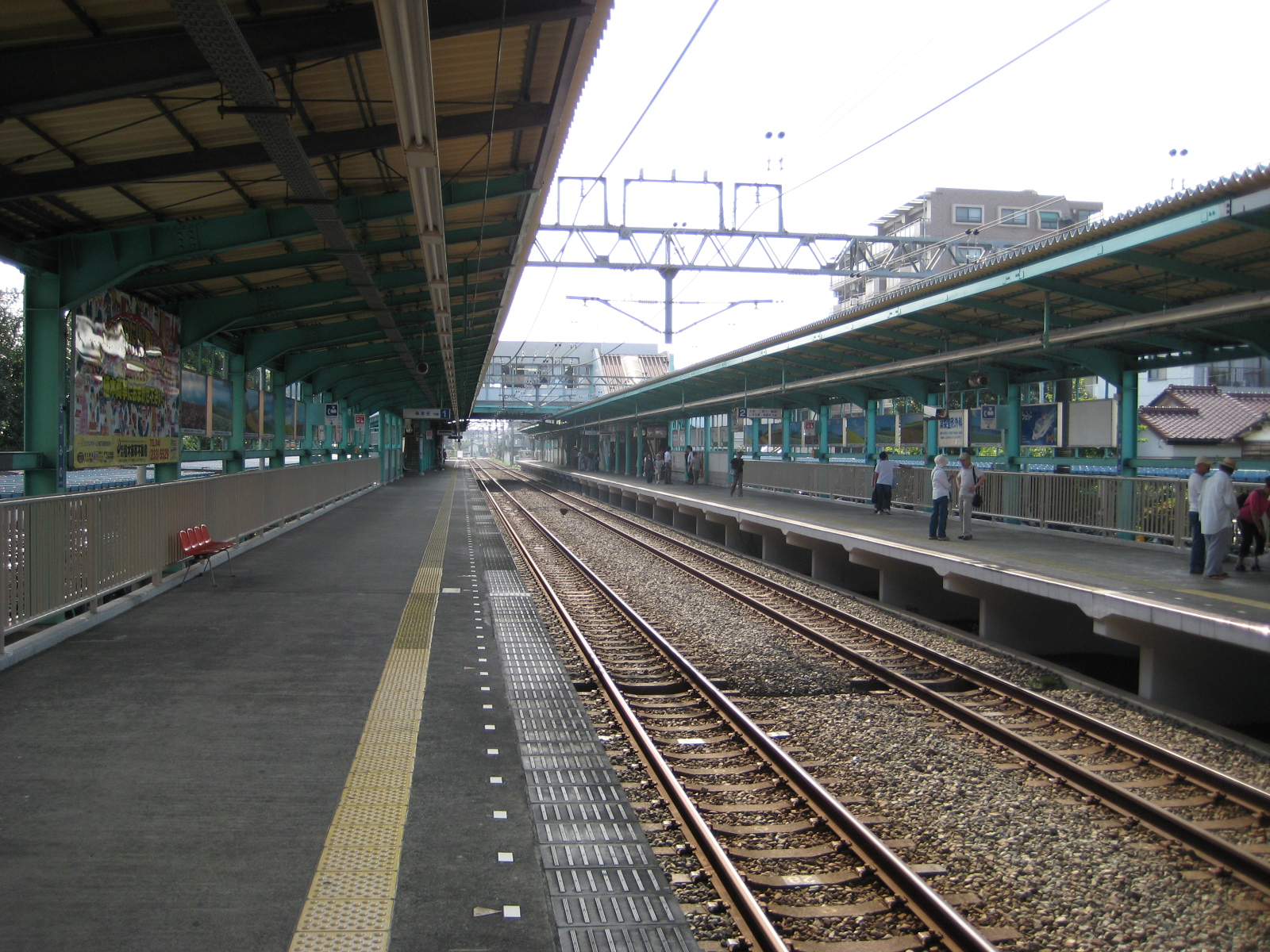
1番線ホーム（2007年8月）
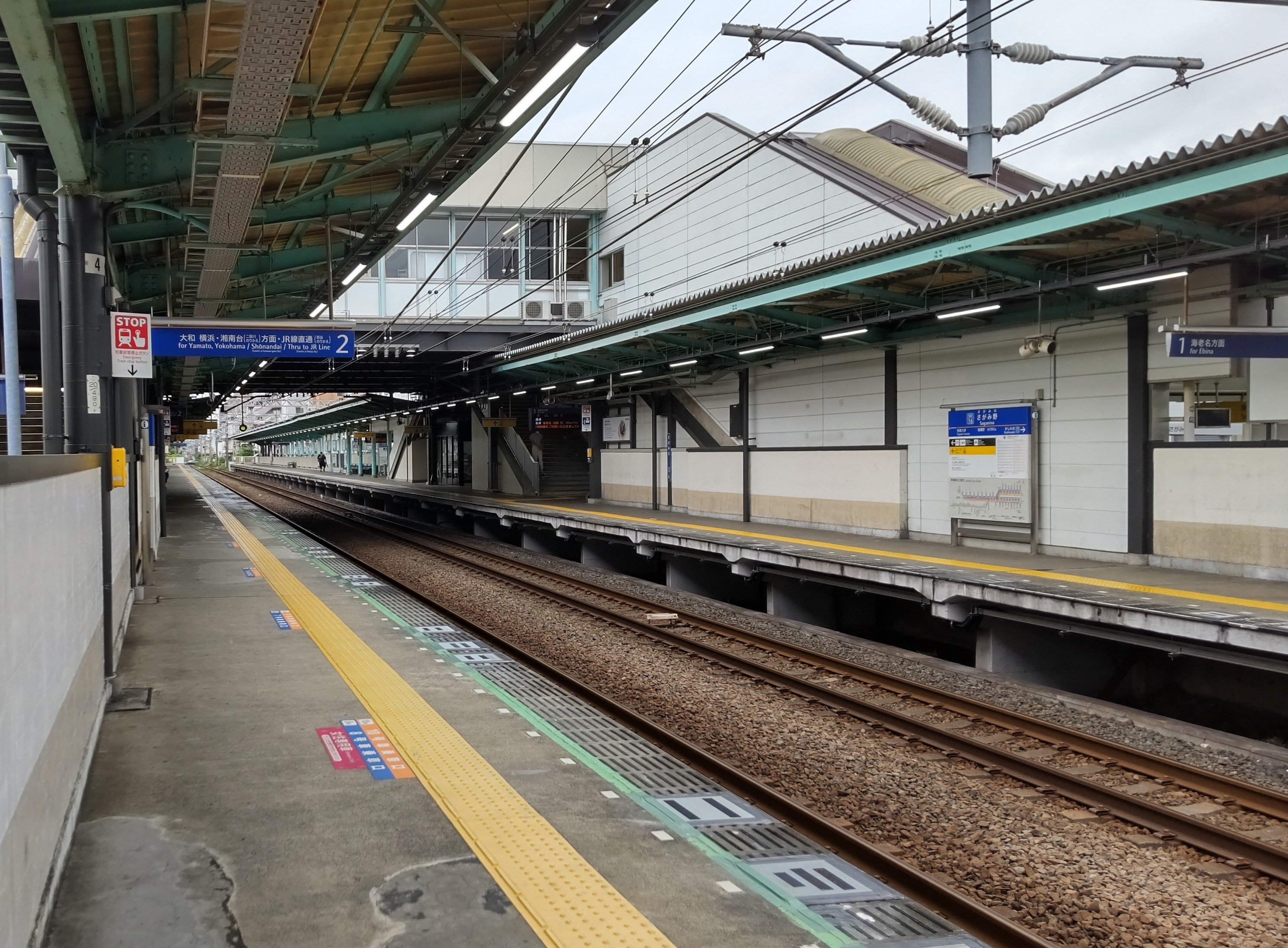
2番線ホーム（2021年6月）

### のりば
| 番線 | 路線     | 方向 | 行先                                             |
| ---- | -------- | ---- | ------------------------------------------------ |
| 1    | 相鉄本線 | 下り | 海老名方面                                       |
| 2    | 相鉄本線 | 上り | 横浜・湘南台（二俣川のりかえ）・羽沢横浜国大方面 |

## 利用状況
2024年度の1日平均乗降人員は33,888人である。相鉄線全27駅中第10位。
近年の1日平均乗降・乗車人員推移は下記の通り。
| 年度               | 1日平均 乗降人員 | 1日平均 乗車人員 | 出典                |
| ------------------ | ---------------- | ---------------- | ------------------- |
| 1995年（平成07年） |                  | 19,061           | [ 神奈川県統計 1 ]  |
| 1998年（平成10年） |                  | 18,447           | [ 神奈川県統計 2 ]  |
| 1999年（平成11年） | 35,455           | 18,059           | [ 神奈川県統計 3 ]  |
| 2000年（平成12年） |                  | 18,196           | [ 神奈川県統計 3 ]  |
| 2001年（平成13年） |                  | 18,311           | [ 神奈川県統計 4 ]  |
| 2002年（平成14年） |                  | 18,053           | [ 神奈川県統計 5 ]  |
| 2003年（平成15年） | 35,284           | 18,101           | [ 神奈川県統計 6 ]  |
| 2004年（平成16年） | 35,925           | 18,430           | [ 神奈川県統計 7 ]  |
| 2005年（平成17年） | 36,503           | 18,694           | [ 神奈川県統計 8 ]  |
| 2006年（平成18年） | 37,047           | 18,965           | [ 神奈川県統計 9 ]  |
| 2007年（平成19年） | 37,516           | 19,115           | [ 神奈川県統計 10 ] |
| 2008年（平成20年） | 37,658           | 19,114           | [ 神奈川県統計 11 ] |
| 2009年（平成21年） | 36,804           | 18,625           | [ 神奈川県統計 12 ] |
| 2010年（平成22年） | 36,926           | 18,648           | [ 神奈川県統計 13 ] |
| 2011年（平成23年） | 36,854           | 18,587           | [ 神奈川県統計 14 ] |
| 2012年（平成24年） | 37,189           | 18,732           | [ 神奈川県統計 15 ] |
| 2013年（平成25年） | 37,689           | 18,974           | [ 神奈川県統計 16 ] |
| 2014年（平成26年） | 37,221           | 18,682           | [ 神奈川県統計 17 ] |
| 2015年（平成27年） | 37,876           | 19,000           | [ 神奈川県統計 18 ] |
| 2016年（平成28年） | 37,704           | 18,893           | [ 神奈川県統計 19 ] |
| 2017年（平成29年） | 37,893           | 18,981           | [ 神奈川県統計 20 ] |
| 2018年（平成30年） | 37,847           | 18,922           | [ 神奈川県統計 21 ] |
| 2019年（令和元年） | 37,399           | 18,743           | [ 神奈川県統計 22 ] |
| 2020年（令和02年） | 28,825           | 14,414           | [ 神奈川県統計 23 ] |
| 2021年（令和03年） | 29,839           | 14,922           | [ 神奈川県統計 24 ] |
| 2022年（令和04年） | 31,752           | 15,857           | [ 神奈川県統計 25 ] |
| 2023年（令和05年） | 33,545           |                  |                     |
| 2024年（令和06年） | 33,888           |                  |                     |

## 駅周辺

### 相鉄ライフさがみ野（さがみ野ライフ）
相鉄ビルマネジメントが経営する北口と直結している駅ビル。主要テナントは以下の通り。
- そうてつローゼン さがみ野店
- ハックドラッグ さがみ野店
- ロッテリア 相鉄ライフさがみ野店

店舗などの詳細は「公式サイト」を参照。

### ビバモール座間
駅近くに存在するビバホームが運営する複合商業施設でビバモールの1つ。主要テナントは以下の通り。
- スーパービバホーム 座間店
- コストコホールセール 座間倉庫店
- スーパー三和 座間東原店
- セリア 三和座間東原店

### その他の周辺施設
- ベルク 座間南栗原店
- マルエツ さがみ野店
  - スシローさがみ野店
  - パシオス さがみ野店
- クリエイトSD さがみ野店
- スーパー三和 フードワン 綾瀬店
- ヤマダデンキ テックランド座間店
- 洋服の青山 座間ひばりが丘店
- 中村屋 神奈川工場
- さがみ野中央病院
- 公共機関
  - 海老名警察署さがみ野駅前交番
  - 海老名市役所 さがみ野出張所[注 1]
  - 座間市役所 南出張所
  - 柏ヶ谷コミュニティセンター
  - 柏ヶ谷公園
  - 厚木海軍飛行場（海上自衛隊厚木航空基地・アメリカ海軍厚木航空施設）
- 郵便局・金融機関
  - さがみ野駅前郵便局
  - 横浜銀行 さがみ野支店
  - 横浜信用金庫 さがみ野支店
  - 中央労働金庫 座間支店

## バス路線

### 北口
さがみ野駅
- 相鉄バス
  - <綾75> 県公社東原団地前 経由南林間駅行 / 相模大塚駅北口行

- 座間市コミュニティバス
  - <さがみ野コース> かしわ台駅入口経由 座間市役所行

※ 2010年9月30日まではさがみ野駅入口停留所が存在していた。その後東原コミュニティセンターが駅直近のバス停となるが、現在はさがみ野駅北口のバス乗り場（敷地内は海老名市内）にバス停が設置された。
さがみ野駅北口
- 神奈川中央交通
  - <綾76> 上栗原経由 相武台前駅行
  - <下02> 座間駅経由 相武台下駅行

### 南口
さがみ野駅
- 神奈川中央交通（海08のみ神奈川中央交通）
  - <さ02> 寺尾・綾瀬市役所経由 吉岡工業団地行
  - <さ03> 寺尾経由 吉岡工業団地行
  - <長24> 寺尾経由 長後駅西口行
  - <海08> 鶴間駅行 / 海老名駅東口行 ※1日1本のみ

## 隣の駅
相模鉄道
 相鉄本線
■特急
通過
■通勤急行（平日上りのみ運転）・■快速・■各駅停車
相模大塚駅 (SO15) - さがみ野駅 (SO16) - かしわ台駅 (SO17)